# Jhayam
Jean Marcus, conhecido como Jhayam, (Santo André, 25 de abril de 1988) é cantor, compositor e mc brasileiro. Tem destaque dentro da cultura soundsystem da América Latina, atuando no cenário de música jamaicana em geral.

## História
Jhayam frequentava desde cedo, em São Mateus, no extremo leste de São Paulo, festas de hip hop, com a presença de grupos como Consciência Humana e De Menos Crime. Em 2003, passou a integrar a Cobain (Cooperativa de Bandas Independentes) do ABC, muito ligada na época ao movimento punk, onde pode se envolver em ações sociais e na música.

## Carreira

### 2016 - presente: selo Delicious Vinyl (Los Angeles)
Foi em 2009 que Monkey Jhayam lançou sua primeira mixtape, intitulado “Independência ou Morte”. A partir de então, adotou o slogan “Conscious Music” (Música Consciente) para definir sua obra musical, que contém letras de cunho político-social.
Após a notoriedade de sua Mixtape, gravada no estúdio Sala do Rex, de Jimmy Luv, girou o Brasil apresentando o seu trabalho como Toaster/MC no formato dos tradicionais “sistemas de som jamaicano”. 
Registrou de 2011 a 2013 diversos singles. Em, 2014 lançou seu primeiro CD, intitulado “Nascente” com suporte da banda QG IMPERIAL e produção de Gustah Echo sounds
Em 2016, se uniu ao produtor de Fortaleza Dub Movement e lançou um álbum chamado "DOIZMILEDUB", trabalho mixado por Yellow P. e masterizado por Tsunami Wazahari (FRA). 
Em novembro de 2016 Monkey Jhayam assinou um contrato com o Delicious Vinyl, lendário selo norte-americano fundado em 1987 em Los Angeles (EUA), responsável pelo lançamento de artistas como Born Jamericans, The Pharcyde, J Dilla, entre outros. O objetivo do contrato foi formalizar o lançamento de singles e álbuns, com a produção musical de Prince Fatty. 
Em setembro de 2018 foi lançado "Prince Fatty Presents:The Rolê of Monkey Man”, o primeiro álbum de Prince Fatty com Monkey Jhayam pelo selo Delicious Vinyl, contando com participações especiais de Fatlip (Pharcyde), Nina Miranda (Smoke City), Horseman, Tippa Irie, Earl 16, Shniece, Dub Judah e Omar Lye-Fook. 

### 2018 - Pulelê, com Gaby Amarantos
Em novembro de 2018 foi lançado o videoclipe do hit “Pulelê”, fruto de uma parceria com Gaby Amarantos, com mixagem de Monkey Marc (Austrália). A canção fala de encontros e comunhão, celebrando a união das aparelhagens de Belém do Pará com o dancehall jamaicano, com raízes na África. O vídeo foi bem recebido, passando das 200 mil visualizações no YouTube em apenas duas semanas. 

### 2019 - 10 anos de carreira e Victor Rice
Em fevereiro de 2019, em meio às celebrações de 10 anos de carreira musical, foi lançada a Monk-Tape, uma mixtape com o premiado produtor norte-americano, radicado no Brasil, Victor Rice. O projeto contou com 12 músicas e participações de Easy Star All Stars, Dub Syndicate, Prince Fatty, Strikkly Vikkly, Style Scott (Roots Radics), Nomadic Wax, Subatomic Sound System e Channel Tubes.
Atualmente, Monkey Jhayam tem seis álbuns e diversos singles lançados no Brasil e em outros países, tais como: Reino Unido, EUA, Polônia e Japão.

### 2020 - Banda e Novas Sonoridades
Em 2020, Monkey Jhayam se reinventa e passa a compor músicas de sonoridade glocal: neologismo resultante da união de global e local. Com pesquisas sobre os estilos musicais das periferias do mundo como Kuduru (Angola), Afrobeat (Nigéria), Denbow (República Dominicana), Dancehall (Jamaica), Funk Carioca (Brasil) entre outros estilos, o artista passa a contar com uma banda, além do DJ B8, e lança novos singles.
Em 20 de janeiro de 2020 saiu o clipe “Quartezala”, produzido pelo Terra Treme, com participação de Monkey Jhayam e Olodum, em homenagem aos 40 anos do grupo baiano.
Em setembro, ele lança o clipe/ single “Afrochoque” - com produção musical de Dudu Marote e DJ B8.
Em novembro, Monkey Jhayam conta com a participação do combo baiano Afrocidade para lançar "2020 Volts", música que retrata o ano de 2020.